# Orthotrichia mackayi
Orthotrichia mackayi är en nattsländeart som beskrevs av Wells 1991. Orthotrichia mackayi ingår i släktet Orthotrichia och familjen smånattsländor. Inga underarter finns listade i Catalogue of Life.